# Battlefield Hardline
Battlefield Hardline è un videogioco del genere sparatutto in prima persona sviluppato da Visceral Games e pubblicato da Electronic Arts. È uscito nel marzo 2015 per Microsoft Windows, PlayStation 3, PlayStation 4, Xbox 360 e Xbox One. A differenza dei precedenti giochi della serie Battlefield, Hardline si concentra su elementi di criminalità, rapina e polizia invece che sulla guerra militare.
Miami è coinvolta in una guerra alla droga e l'agente Nick Mendoza (doppiato da Philip Anthony-Rodriguez, mentre i movimenti sono di Nicholas Gonzalez) è appena diventato detective. Insieme al suo partner, il veterano detective Khai Minh Dao (Kelly Hu), segue la catena di approvvigionamento della droga dalle strade alla fonte. In una serie di casi sempre più nascosti, i due detective si rendono conto che potere e corruzione possono influenzare entrambi i lati della legge.
Al momento dell'uscita, il gioco ha ricevuto un'accoglienza critica mista, con i critici che hanno elogiato la modalità multiplayer del gioco, l'accessibilità e la recitazione vocale, mentre criticavano la trama, la furtività e la narrativa del gioco. È l'ultimo gioco di Battlefield uscito per le piattaforme PlayStation 3 e Xbox 360. È stato anche l'ultimo gioco sviluppato da Visceral Games prima della chiusura della società nel 2017.

## Trama
Nel 2012, i detective della polizia di Miami Nick Mendoza e Carl Stoddard (Travis Willingham) effettuano un'operazione antidroga che diventa violenta. Dopo aver arrestato un sospettato in fuga, il capitano Julian Dawes (Benito Martinez) fa collaborare Nick con Khai Minh Dao (Kelly Hu) per seguire la pista del broker di cocaina Tyson Latchford (Adam J. Harrington). Costringendo il suo socio a indossare un cavo, trovano una nuova droga chiamata Hot Shot venduta per le strade di Miami e salvano Tyson da un gruppo di uomini armati. Nel processo Khai viene gravemente ferita, mettendola fuori combattimento per diverse settimane. Dopo essere tornata (contro gli ordini del suo medico), Dawes ordina ai due di portare Leo Ray (Graham Shiels) dall'Elmore Hotel, ma sono costretti a farsi strada attraverso uomini armati collegati allo spacciatore Remy Neltz (TJ Storm), che sta distribuendo il farmaco Hot Shot. Durante la cattura di Leo, Khai lo picchia per averla apparentemente insultata.
Le informazioni di Leo portano i due detective alle Everglades, dove vengono lanciate balle di droga. Indagando nell'area, scoprono molte delle operazioni di droga di Neltz e il cadavere mutilato di Leo, che presumibilmente è stato ucciso per aver collaborato con la polizia di Miami. Alla fine trovano Neltz solo per fuggire a Miami. Prima di andarsene, afferma di aver preso un accordo da Stoddard. Gli agenti lo mettono in un angolo in un magazzino di Miami, solo per vedere Stoddard uccidere Neltz mentre stava per elaborare di più sul loro accordo. Nick se ne va disgustato dopo che Stoddard e Khai hanno preso dei soldi prima che arrivino altri agenti. Più tardi, mentre un uragano si abbatte sulla città, il capitano Dawes rimanda Nick e Khai sulla scena del crimine a cecare qualsiasi prova possa incriminare Stoddard. Dopo aver trovato la registrazione di Neltz che implica Stoddard, Nick trova il suo ex partner in un incontro con altri spacciatori, ma è costretto a lavorare con lui per salvare Khai da altri uomini armati. I tre in seguito incontrano Dawes, il quale distrugge le prove che implicano Stoddard e rivelano che anche lui e Khai sono corrotti. I tre tradiscono Nick a causa del suo rifiuto di seguire il loro piano, incastrandolo per aver riciclato i soldi della droga di Neltz.
Tre anni dopo, nel 2015, mentre si trova su un autobus della prigione, Nick scappa con l'aiuto di Tap e Tyson. La mente dietro la fuga di Nick non è altri che Khai. Nonostante i forti sentimenti riguardo al suo tradimento, Nick parte con Khai e Tyson per Los Angeles. Khai informa Nick che durante i tre anni in cui è stato in prigione, Dawes ha fondato la società Preferred Outcomes (un corpo di polizia privato), dopo aver "ripulito" Miami, e sta iniziando a sfruttare la fama raggiunta per espandersi in altre città degli Stati Uniti. Volendo rovinare Dawes, Khai manda Nick e Tyson all'appuntamento con Marcus "Boomer" Boone (Eugene Byrd) e i tre distruggono il business della droga di un boss locale, Kang (leader della mafia coreana e principale referente per la distribuzione della droga di Dawes a Los Angeles). Sebbene non trovino molto, Nick e Khai seguono un'altra pista alla casa del boss della droga Neil Roark (Mark Rolston). Durante l'incontro con Roark, Nick ha l'idea di rubare i soldi di Dawes prima che possa riciclarli e usa il telefono di Khai come un dispositivo di localizzazione improvvisato mettendolo in una valigetta per essere portato dove è tenuto il resto dei soldi di Dawes. Dopo essere sopravvissuti a un breve assalto degli uomini di Roark, Nick e Khai scappano.
Scoprendo che il denaro di Dawes è custodito nell'attico del suo grattacielo del quartier generale aziendale a Miami e dietro un caveau inespugnabile, Boomer chiama un suo ex socio per ottenere un robot pensato per scassinare le casseforti. Lui e Nick percorrono in auto il deserto per incontrare il contatto di Boomer, la sua ex fidanzata Dune (Alexandra Daddario), che organizza un incontro con suo padre, Tony Alpert (Fred Tatasciore). Però Alpert li tradisce: sapeva già che Nick è un criminale fuggito, e che Stoddard ha messo una taglia su di lui per la sua cattura, vivo. Nick e Boomer scappano dalla loro prigione e recuperano la loro attrezzatura dal complesso di Alpert. Lungo la strada, Nick scopre che Alpert era il cervello dietro la creazione e la produzione del farmaco Hot Shot, e ha ucciso un agente dell'ATF (Josh Keaton) per coprire i suoi piani di iniziare una guerra civile. Dune aiuta i due a fuggire in un aeroporto abbandonato, ma si separano dopo essere sopravvissuti all'imboscata di Alpert in una stazione di servizio. All'aeroporto, Nick recupera il robot scassinatore e vince un duello di carri armati contro Alpert, prima che lui e Boomer fuggano su un aereo riparato da Boomer.
Mentre Khai, Nick, Boomer e Tyson si preparano a partire per Miami, vengono attaccati da Stoddard e dai suoi uomini. Nick uccide il suo ex compagno e invia una foto del corpo di Stoddard a Dawes. Il gruppo arriva a Miami e si infiltra nel quartier generale di Preferred Outcomes. Trovano il caveau nell'attico di Dawes solo per scoprire che c'è una trappola esplosiva. Tyson è gravemente ferito dall'esplosione ma sopravvive. Nick risponde al telefono di Khai che squilla nel caveau vuoto per sentire Dawes dall'altra parte, dicendo a Nick di andare a trovarlo a Santa Rosita al largo della costa della Florida. Nick lascia il gruppo, che va a cercare cure mediche per Tyson, e parte per l'isola dove si infiltra da solo nella villa di Dawes. Nick trova il suo ex capitano corrotto nel suo ufficio, dove Dawes gli propone di unirsi a lui e prenda il controllo di Preferred Outcomes una volta che Dawes se ne sarà andato, sostenendo che i due sono simili ad essere "più criminali che poliziotti". Nick accetta l'ultima osservazione e spara senza esitazione a Dawes. Cercando nel suo ufficio, trova una lettera indirizzata a lui da Dawes che spiega perché ha incastrato Nick tre anni prima e segue un passaggio nel suo caveau sotterraneo. All'interno del caveau, Nick trova la fortuna riciclata di Dawes, che ora è sua, e si chiede come la userà.

## Modalità di gioco
Il fulcro del gioco è la "guerra al crimine", rimpiazzando l'ambientazione militare che caratterizzava la serie. Pertanto, le principali fazioni in Hardline sono le unità di risposta speciale della polizia e i criminali. I giocatori hanno accesso a varie armi e veicoli di livello militare, come il Lenco BearCat, oltre ad avere attrezzature della polizia come taser e manette.
Hardline utilizza anche la meccanica "Levolution" di Battlefield 4. Ad esempio, nella mappa "Downtown" i giocatori possono far schiantare una gru da cantiere contro un edificio, strappando detriti dagli edifici centrali del centro, che cadranno sulle strade di Los Angeles. Questa volta, ogni mappa presenta più eventi Levolution, sia piccoli che grandi.
In Hardline sono presenti molte nuove modalità di gioco , tra cui "Heist", "Rescue", "Hotwire", "Blood Money" e "Crosshair".
- Colpo: i criminali devono irrompere in un caveau pieno di contanti (o come descritto in alcune mappe, aprire le porte di un camion blindato) e poi spostare i pacchi pieni di contanti in un punto di estrazione; la polizia deve fermarli. Se i criminali riescono a fuggire portando tutti i soldi al punto di estrazione, vincono.
- Blood Money: Entrambe le fazioni devono recuperare denaro da una cassa aperta al centro della mappa, quindi riportarlo al camion blindato della rispettiva parte. I giocatori possono anche rubare denaro dal camion della squadra avversaria. Vince la squadra che per prima deposita $ 5 milioni di denaro nel proprio camion o la squadra con più soldi entro un limite di tempo.
- Hotwire: le auto guidabili assumono il ruolo delle tradizionali "bandiere" di Conquest. Come Conquest, catturare le auto (effettuando una guida al di sopra di una certa velocità di "crociera") sanguinerà i biglietti di rinforzo della squadra nemica. Vince la squadra che riduce a zero l'altra o che ha più biglietti rimasti dopo il tempo limite.
- Salvataggio: in una modalità competitiva 5 contro 5 della durata di 3 minuti, gli ufficiali SWAT devono cercare di salvare gli ostaggi tenuti dalle forze criminali. I poliziotti vincono salvando l'ostaggio o uccidendo tutti i criminali. I criminali vincono uccidendo tutti i poliziotti o difendendo gli ostaggi fino alla conclusione delle trattative. Ogni giocatore ha una sola vita in questa modalità, il che significa nessun respawn.
- Mirino: la seconda modalità di gioco competitiva in Battlefield Hardline. Anche il mirino dura 3 minuti, 5 contro 5 con una sola vita. In Crosshair i criminali stanno cercando di uccidere un VIP controllato da un giocatore dalla parte della polizia che è un ex membro di una banda diventato testimone di stato. I criminali vincono uccidendo il VIP e i poliziotti vincono portando il VIP al punto di estrazione.[3][4]

Visceral Games ha ratificato che la campagna per giocatore singolo non sarà lineare e ha promesso di offrirne una migliore rispetto ai predecessori. La campagna presenta drammi criminali episodici in cui le scelte cambieranno i risultati situazionali e le esperienze di gioco. Come poliziotto, i giocatori possono utilizzare più gadget della polizia e attrezzature personali. Il badge della polizia può essere utilizzato per ordinare ai criminali di deporre le armi, lo scanner viene utilizzato per tracciare una situazione, identificare obiettivi di alto valore, registrare prove, contrassegnare allarmi e contrassegnare altre minacce. Per passare inosservati, i giocatori possono usare i bossoli per distrarre i nemici.

## Espansioni
L'edizione Premium del gioco consente diversi vantaggi come armi aggiuntive, maschere in più e altri bonus. Sono uscite quattro espansioni del gioco chiamate:" Criminal Activity, Robbery, Getaway, e Betrayal". I giocatori premium hanno avuto l'accesso a queste espansioni due settimane prima rispetto al resto degli altri giocatori. 
- Criminal Activity: Quattro nuove mappe (Backwoods, Code Blue, The Beat e Black Friday),due nuovi veicoli,tre nuove armi, la modalità Bounty Hunter e sei maschere.
- Robbery: Quattro nuove mappe (Banchine, Punto di rottura, Museo e Distretto 7), quattro nuove armi, due nuovi gadget, due veicoli specifici per fazioni, nuove mimetiche e la nuova caratteristica "Leggendario".
- Getaway: Dodici nuove armi e la mappa Train Dodge.
- Betrayal: Quattro mappe (Alcatraz, Cimitero, Chinatown e Sul filo), sette nuove armi, due veicoli, nuove assegnazioni e mimetiche armi "Leggendario".

## Sviluppo
Battlefield Hardline è stato rivelato in un post sul blog di EA dal vicepresidente e direttore generale di Visceral Games, Steve Papoutsis. Il gioco doveva essere annunciato durante l'E3 2014, ma le informazioni sono trapelate in anticipo. A differenza di altri giochi della serie Battlefield che presentano una guerra militare, Hardline presenta uno stile di gioco "poliziotti e ladri".  Il trailer trapelato si riferisce al gioco come Omaha. "Visceral ha iniziato a lavorare su Battlefield Hardline circa un anno prima dell'uscita di Dead Space 3", ha rivelato il direttore creativo Ian Milham, suggerendo che il gioco potrebbe essere entrato in sviluppo all'inizio del 2012.
Il 14 giugno 2014, la beta di Battlefield Hardline è stata resa pubblica, dopo un annuncio ufficiale all'Electronic Entertainment Expo 2014 che la beta sarebbe arrivata presto su PC e PlayStation 4. La beta si è conclusa il 26 giugno 2014.
Durante l'Electronic Entertainment Expo 2014, EA ha confermato che il gioco sarebbe stato eseguito a 1080p su PlayStation 4 e mirava a raggiungere la stessa risoluzione per la versione Xbox One. Tuttavia, l'8 marzo 2015, Visceral Games ha rivelato che la versione per PlayStation 4 funzionerebbe solo a 900p, con la versione Xbox One a 720p. Il 3 febbraio 2015, la beta di Battlefield Hardline è diventata pubblicamente attiva per tutte le piattaforme.  È stato riferito che 7 milioni di persone hanno partecipato alla beta aperta ed è stata accolta positivamente sia dalla critica che dai giocatori.  Il 24 febbraio 2015, Electronic Arts ha confermato che il gioco era nella sua fase "Gold", indicando che era in preparazione per la produzione e l'uscita.

## Accoglienza
Il gioco è stato lodato per la sua campagna singleplayer, i suoi elementi stealth, il nuovo contesto "Polizia e Criminali", le animazioni, la recitazione, l'audio e la grafica. Criticata invece la fisica delle auto troppo leggera, i punti spawn, la distruttibilità troppo limitata, il pessimo netcode e la qualità del design delle mappe altalenante.
Hardline ha venduto complessivamente finora oltre 4 milioni di copie.